# Loppa vom Spiegel
Loppa vom Spiegel (* vor 1315; † um 1360), latinisiert Loppa de Speculo, war eine Nonne des Klarissenordens, Schreiberin von mittelalterlichen Texten und Musikhandschriften sowie Buchmalerin in Köln.

## Leben
Loppas Vater war vermutlich der Kölner Ratsherr und Schöffe Heinrich van me Spegel, der ab 1332 auch Bürgermeister der Stadt war. Erstmals wird Loppas Name 1315 in Quellen genannt, die ihren Eintritt ins Kölner Klarissenkloster St. Klara dokumentieren. Die Nonne erlebte die große Pestwelle um 1350 und starb etwa zehn Jahre später.

## Wirken

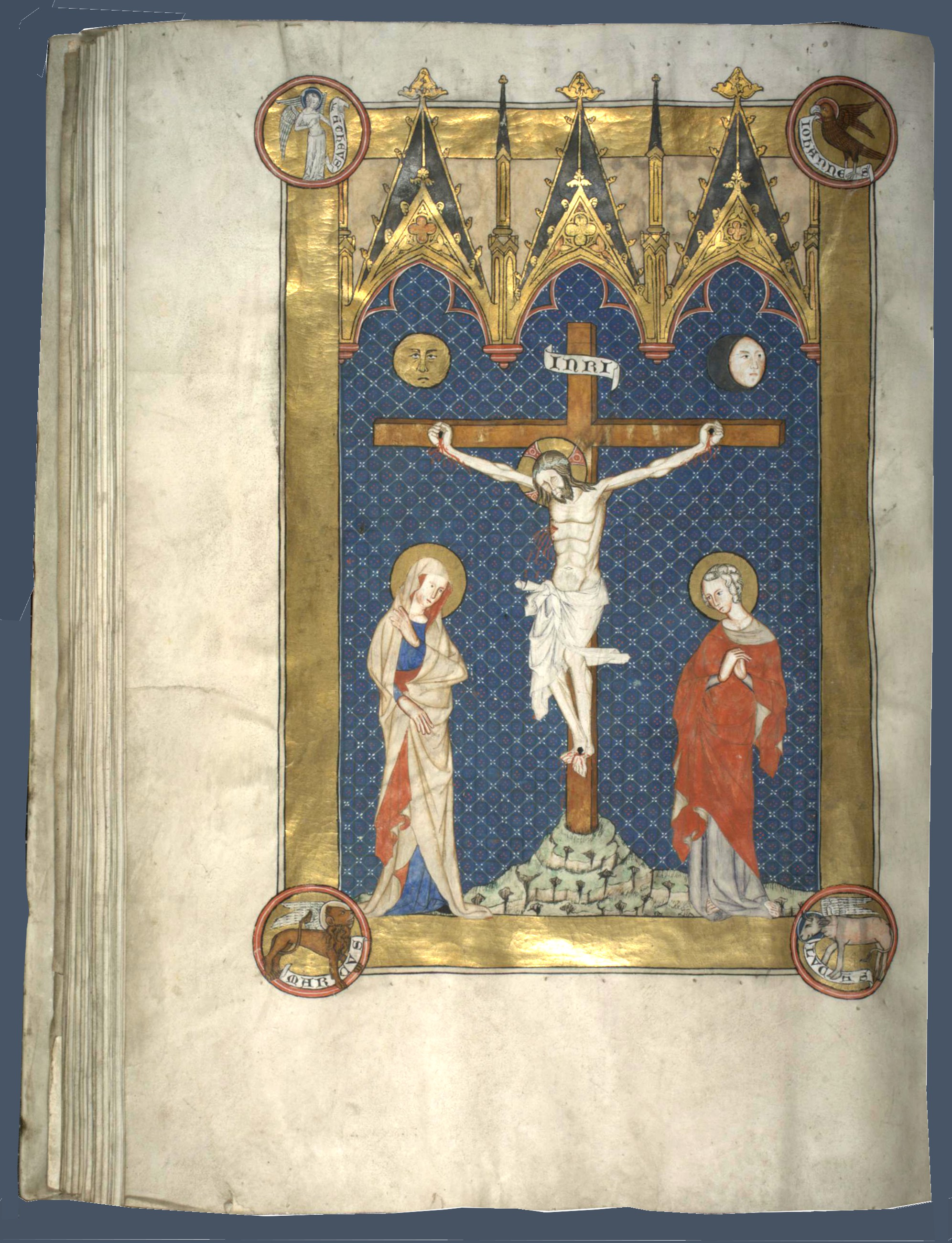
Kanonbild. Codex für Konrad von Rennenberg, vor 1357. Köln, Erzbischöfliche Diözesan- und Dombibliothek, Cod. 149, fol. 51v.

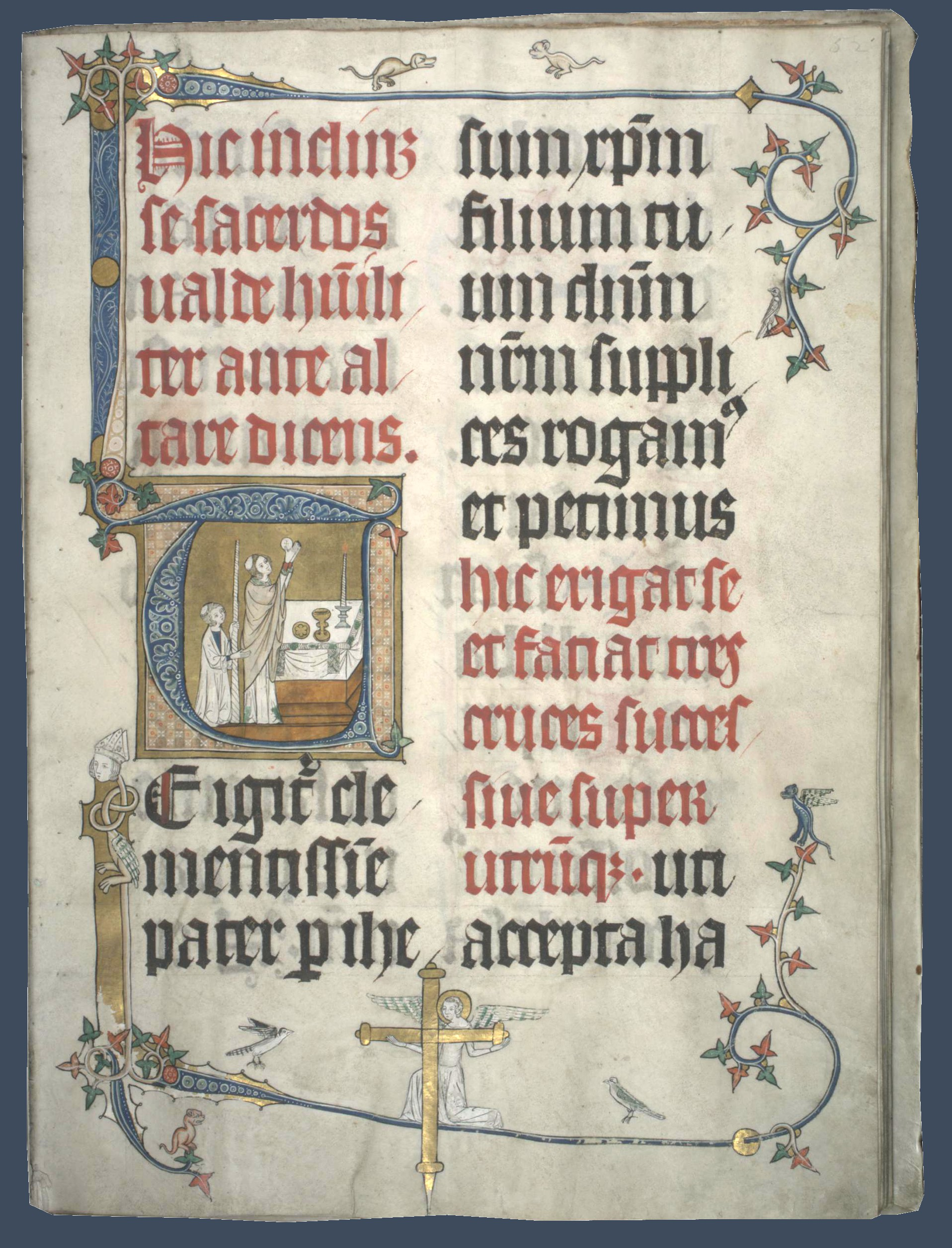
Beginn des Messkanons mit Te-igitur-Initiale. Codex für Konrad von Rennenberg, vor 1357. Köln, Erzbischöfliche Diözesan- und Dombibliothek, Cod. 149, fol. 52r.

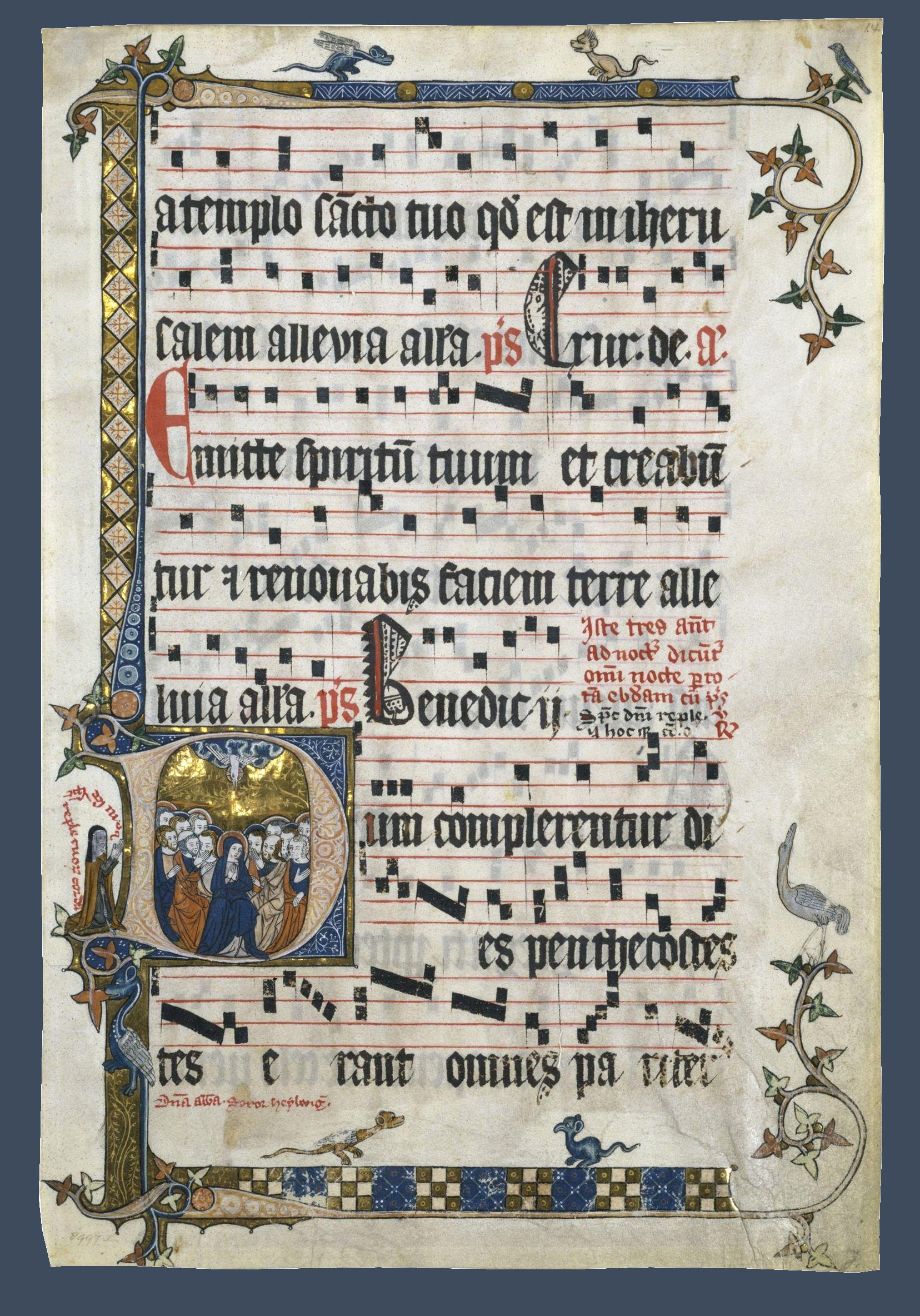
Bild des Pfingstwunders in der D-Initiale zur Lesung im Pfingstgottesdienst: Dum complererentur dies pentecóstes, …, übersetzt: Als die fünfzig Tage erfüllt waren [der Pfingsttag gekommen war], befanden sich alle am gleichen Ort.

Folgende Codices wurden ganz oder teilweise von Loppa vom Spiegel angefertigt:
- Missale (um 1350)
  - Winterteil (Brüssel, Bibliothèque royale de Belgique, Ms. 212)[3]
  - Sommerteil (Brüssel, Bibliothèque royale de Belgique, Ms. 209)[4]
- Antiphonar (um 1350)
  - Winterteil (Stockholm, Königliche Bibliothek, Cod. Holm. A 172)[5][6]
  - Sommerteil, in 3 Einzelblättern erhalten
    - Köln, Wallraf-Richartz-Museum M 65
    - Köln, Wallraf-Richartz-Museum M 66: A-Initiale mit der Auferstehung Christi für die Ostermatutin („Angelus Domini“)
    - London, Victoria and Albert Museum MS 8997 I: D-Initiale mit Pfingstwunder („Dum complerentur“), links daneben die betende Äbtissin Heylwigis von Beechoven (amt. 1342–1355)[7][8]
- Codex für den Domdechanten Konrad von Rennenberg (vor 1357, Köln, Erzbischöfliche Diözesan- und Dombibliothek, Cod. 149, Digitalisat)[9][10]
- Graduale, zweibändig, in 15 Einzelblättern erhalten (um 1360, Köln, Wallraf-Richartz-Museum M 7, 18, 20, 23 und 72)

Der Stockholmer Codex enthält ein Kolophon, das Loppa vom Spiegel als Verantwortliche aller Arbeitsschritte – Schreiben, Linieren, Notation und Buchmalerei – ausweist: (Et) Soror Loppa de Spec(u)lo p(er)fecit. sc(ri)be(n)do. liniando. nota(n)do. ill(um)inando. q(uam) n(on) excludatis ex cordib(us) v(est)ris devotis. Anno d(omi)ni m.ccc.l maxi(m)a pestilentia v(idelicet) existe(n)te. Dass Loppa nicht nur als Illuminatorin tätig war, bestätigt auch die rote Beischrift neben zwei Adoranten, einer Klarissin und einem Franziskanermönch, auf einem Blatt des Graduales (WRM M 23): Soror Loppa de Spec(u)lo q(uae) scripsit (et) notavit hu(n)c libru(m). orate p(ro) me.
Die Autorschaft Loppas ist durch drei Aspekte gesichert. Erstens und vor allem kann der Stil der gesicherten Miniaturen mit unbezeichneten Malereien verglichen werden. Loppas Illuminationen heben sich auch durch ihre malerische Qualität von denen ihrer Mitschwestern ab. Gleichzeitig zeigt die Verwendung ähnlicher Bildformulare die gemeinsame Urheberschaft Loppas, wie es an den Kanonbildern des Rennenberg-Codexes und den beiden entsprechenden Miniaturen des Missales in Brüssel nachvollzogen werden kann. Zweitens hat Loppa eine persönliche Handschrift bei der Abfassung der Texte entwickelt: „Ihr Schriftbild ist sehr gleichmäßig und ausgewogen, die Buchstaben dabei leicht nach links geneigt. Kennzeichnend sind zudem etwa feine, schräge Striche über dem i und das Auslaufen der Buchstaben in nach rechts aufsteigenden zarten Strichen, sogenannten Haarstrichen.“ Drittens ermöglichen Kryptosignaturen die Zuordnung. Das sind „kleine rote Scheiben, die mit weißen Punkten, Kreisen und Zeichen in T-Form differenziert gestaltet sind.“
Der künstlerische Ausdruck der Handschriften, die Loppa und ihre Mitschwestern im Klarissenkonvent für den Eigengebrauch oder als Auftragsarbeiten herstellten, steht in der Nachfolge der Kölner Handschriften der Franziskaner und insbesondere des Johannes von Valkenburg, der aus dem Maasland stammte und im Kölner Minoritenkonvent 1299 ein Graduale (Diözesan Hs. 1001b) anfertigte, das zusammen mit anderen Handschriften die Kölner Buchmalerei des 14. Jahrhunderts maßgeblich beeinflusste. Das Kölner Klarissenkloster war seit seiner Gründung 1304 in den Minoritenkonvent inkorporiert; eine „Vermittlung von Vorlagen vom Minoriten- in das Klarissenskriptorium“ ist wahrscheinlich.